# 白马乡 (西昌市)
白马乡，是中华人民共和国四川省凉山彝族自治州西昌市曾经下辖的一个乡。2019年12月，撤销巴汝乡、白马乡和银厂乡，设立巴汝镇，以原巴汝乡、原白马乡、原银厂乡所属行政区域为巴汝镇的行政区域。

## 行政区划
白马乡撤销前下辖以下地区：
土匠村、马筐村、白马村、沿江村和庄子村。